# رودولف جي. ويلسون
رودولف جي. ويلسون (بالإنجليزية: Rudolph G. Wilson)‏ هو كاتب وبروفيسور أمريكي، ولد في 17 يونيو 1935 في ديترويت في الولايات المتحدة، وتوفي في 4 ديسمبر 2017 في إدوردسفيل في الولايات المتحدة.